# Coteaux de l'Oise autour de Creil
Coteaux de l'Oise autour de Creil este o arie protejată (sit de importanță comunitară — SCI) din Franța întinsă pe o suprafață de 102 ha, integral pe uscat.

## Localizare
Centrul sitului Coteaux de l'Oise autour de Creil este situat la coordonatele 49°14′19″N 2°27′10″E / 49.23861°N 2.45278°E.

## Înființare
Situl Coteaux de l'Oise autour de Creil a fost declarat arie specială de conservare în baza directivei 92/43 din 1992 referitoare la conservarea habitatelor naturale și a faunei și florei sălbatice pentru a proteja 2 specii de animale.

## Biodiversitate
Situată în ecoregiunea atlantică, aria protejată conține 5 habitate naturale: Formațiuni stabile xerotermofile de Buxus sempervirens pe pante stâncoase (Berberidion p.p.), Pajiști carstice calcaroase sau bazofile, de Alysso-Sedion albi, Pajiști uscate seminaturale și facies de acoperire cu tufișuri pe substraturi calcaroase (Festuco-Brometalia) (* situri importante pentru orhidee), Păduri de fag Asperulo-Fagetum, Păduri pe pante, grohotișuri și ravene de Tilio-Acerion.
La baza desemnării sitului se află mai multe specii protejate:
- mamifere (1): liliac cu urechi mari (Myotis bechsteinii)
- nevertebrate (1): Euplagia quadripunctaria

Pe lângă speciile protejate, pe teritoriul sitului au mai fost identificate 22 de specii de plante, 2 specii de păsări, 1 specie de amfibieni, 2 specii de mamifere, 2 specii de reptile.